# NGC 7759A
NGC 7759A is een spiraalvormig sterrenstelsel in het sterrenbeeld Waterman. Het hemelobject werd in 1886 ontdekt door de Amerikaanse astronoom Lewis A. Swift.

## Synoniemen
- MCG -3-60-19
- PGC 72499